# نراد سیبری‌خینگان
نراد سیبری‌خینگان (نام علمی: Abies ×sibirico-nephrolepis) نام یک گونه از سرده نراد است.